# Liste des porte-parole du gouvernement français
Ne doit pas être confondu avec Porte-parole de la présidence de la République française.
Le porte-parole du gouvernement est, en France, un membre du gouvernement chargé de « rendre compte des travaux du conseil des ministres et, plus généralement, d'exercer une mission d'information sur les activités du gouvernement ». 
Il exerce sa mission par délégation du Premier ministre et, pour ce faire, le Service d'information du gouvernement est mis à sa disposition. 
Le porte-parole peut avoir une autre fonction dans le gouvernement (sans distinction de position hiérarchique — il peut être ministre, ministre délégué ou secrétaire d'État), mais pas nécessairement, auquel cas il est secrétaire d'État auprès du Premier ministre.
Le porte-parole du gouvernement occupe ses fonctions à l'hôtel de Rothelin-Charolais, situé au 101 rue de Grenelle, dans le 7e arrondissement de Paris.
Depuis décembre 2024, la titulaire de la fonction est Sophie Primas.

## Liste des titulaires
| Dates                                  | Dates                          | Porte-parole                   | Autre portefeuille                                                                          | Décret                         | Décret                         | Gouvernement                   |                                |
| Début                                  | Fin                            | Porte-parole                   | Autre portefeuille                                                                          | Nom.                           | Att.                           | Gouvernement                   |                                |
| Présidence de Georges Pompidou         | Présidence de Georges Pompidou | Présidence de Georges Pompidou | Présidence de Georges Pompidou                                                              | Présidence de Georges Pompidou | Présidence de Georges Pompidou | Présidence de Georges Pompidou | Présidence de Georges Pompidou |
| -------------------------------------- | ------------------------------ | ------------------------------ | ------------------------------------------------------------------------------------------- | ------------------------------ | ------------------------------ | ------------------------------ | ------------------------------ |
| 20 juin 1969                           | 15 mai 1972                    | Léo Hamon                      | —                                                                                           |                                |                                | Chaban-Delmas                  |                                |
| 15 mai 1972                            | 5 juillet 1972                 | Jean-Philippe Lecat            | —                                                                                           |                                | [ A 2 ]                        | Chaban-Delmas                  |                                |
| 6 juillet 1972                         | 5 avril 1973                   | Jean-Philippe Lecat            | —                                                                                           | Messmer 1                      | [ A 2 ]                        |                                |                                |
| 5 avril 1973                           | 1er mars 1974                  | Non attribué                   | Non attribué                                                                                |                                |                                | Messmer 2                      |                                |
| 1er mars 1974                          | 27 mai 1974                    | Non attribué                   | Non attribué                                                                                |                                |                                | Messmer 3                      |                                |
| Présidence de Valéry Giscard d'Estaing |                                |                                |                                                                                             |                                |                                |                                |                                |
| 28 mai 1974                            | 25 août 1976                   | André Rossi                    | —                                                                                           |                                |                                | Chirac 1                       |                                |
| 27 août 1976                           | 30 mars 1977                   | Non attribué                   | Non attribué                                                                                |                                |                                | Barre 1                        |                                |
| 30 mars 1977                           | 1er avril 1978                 | Non attribué                   | Non attribué                                                                                |                                |                                | Barre 2                        |                                |
| 5 avril 1978                           | 13 mai 1981                    | Non attribué                   | Non attribué                                                                                |                                |                                | Barre 3                        |                                |
| Présidence de François Mitterrand      |                                |                                |                                                                                             |                                |                                |                                |                                |
| 22 mai 1981                            | 23 juin 1981                   | Non attribué                   | Non attribué                                                                                |                                |                                | Mauroy 1                       |                                |
| 23 juin 1981                           | 22 mars 1983                   | Non attribué                   | Non attribué                                                                                |                                |                                | Mauroy 2                       |                                |
| 23 mars 1983                           | 18 juin 1984                   | Max Gallo                      | —                                                                                           |                                | [ A 3 ]                        | Mauroy 3                       |                                |
| 18 juin 1984                           | 17 juillet 1984                | Roland Dumas                   | ministre des Affaires européennes                                                           |                                | [ A 4 ]                        | Mauroy 3                       |                                |
| 17 juillet 1984                        | 7 décembre 1984                | Roland Dumas                   | ministre des Affaires européennes                                                           | Fabius                         | [ A 4 ]                        |                                |                                |
| 7 décembre 1984                        | 20 mars 1986                   | Georgina Dufoix                | ministre des Affaires sociales et de la Solidarité nationale                                | Fabius                         |                                | [ A 5 ]                        |                                |
| 20 mars 1986                           | 10 mai 1988                    | Alain Juppé                    | ministre délégué au Budget                                                                  |                                |                                | Chirac 2                       |                                |
| 10 mai 1988                            | 23 juin 1988                   | Non attribué                   | Non attribué                                                                                |                                |                                | Rocard 1                       |                                |
| 23 juin 1988                           | 14 février 1989                | Claude Évin                    | ministre de la Solidarité, de la Santé et de la Protection sociale                          |                                | [ A 6 ]                        | Rocard 2                       |                                |
| 14 février 1989                        | 15 mai 1991                    | Louis Le Pensec                | ministre des Départements et Territoires d'outre-Mer                                        |                                | [ A 7 ]                        | Rocard 2                       |                                |
| 15 mai 1991                            | 31 mars 1992                   | Jack Lang                      | ministre de la Culture et de la Communication                                               |                                | [ A 8 ]                        | Cresson                        |                                |
| 2 avril 1992                           | 2 octobre 1992                 | Martin Malvy                   | secrétaire d'État aux Relations avec le Parlement                                           |                                | [ A 9 ]                        | Bérégovoy                      |                                |
| 2 octobre 1992                         | 28 mars 1993                   | Louis Mermaz                   | ministre des Relations avec le Parlement                                                    |                                | [ A 10 ]                       | Bérégovoy                      |                                |
| 30 mars 1993                           | 19 janvier 1995                | Nicolas Sarkozy                | ministre du Budget                                                                          | [ N 1 ]                        | [ A 11 ]                       | Balladur                       |                                |
| 19 janvier 1995                        | 16 mai 1995                    | Philippe Douste-Blazy          | ministre délégué à la Santé                                                                 | [ N 2 ]                        |                                | Balladur                       |                                |
| Présidence de Jacques Chirac           |                                |                                |                                                                                             |                                |                                |                                |                                |
| 18 mai 1995                            | 7 novembre 1995                | François Baroin                | —                                                                                           | [ N 3 ]                        | [ A 12 ]                       | Juppé 1                        |                                |
| 7 novembre 1995                        | 2 juin 1997                    | Alain Lamassoure               | ministre délégué au Budget                                                                  | [ N 4 ]                        | [ A 13 ]                       | Juppé 2                        |                                |
| 4 juin 1997                            | 30 mars 1998                   | Catherine Trautmann            | ministre de la Culture et de la Communication                                               | [ N 5 ]                        | [ A 14 ]                       | Jospin                         |                                |
| 30 mars 1998                           | 6 mai 2002                     | Non attribué (*)               | Non attribué (*)                                                                            | [ N 6 ]                        |                                | Jospin                         |                                |
| 7 mai 2002                             | 17 juin 2002                   | Jean-François Copé             | secrétaire d'État aux Relations avec le Parlement                                           | [ N 7 ]                        | [ A 15 ]                       | Raffarin 1                     |                                |
| 17 juin 2002                           | 30 mars 2004                   | Jean-François Copé             | secrétaire d'État aux Relations avec le Parlement                                           | [ N 8 ]                        | [ A 16 ]                       | Raffarin 2                     |                                |
| 31 mars 2004                           | 29 novembre 2004               | Jean-François Copé             | ministre délégué à l'Intérieur                                                              | [ N 9 ]                        | [ A 17 ]                       | Raffarin 3                     |                                |
| 29 novembre 2004                       | 31 mai 2005                    | Jean-François Copé             | ministre délégué au Budget et à la Réforme budgétaire                                       | [ N 10 ]                       | [ A 18 ] [ A 19 ]              | Raffarin 3                     |                                |
| 2 juin 2005                            | 15 mai 2007                    | Jean-François Copé             | ministre délégué au Budget et à la Réforme de l'État                                        | [ N 11 ]                       | [ A 20 ]                       | Villepin                       |                                |
| Présidence de Nicolas Sarkozy          |                                |                                |                                                                                             |                                |                                |                                |                                |
| 18 mai 2007                            | 18 juin 2007                   | Christine Albanel              | ministre de la Culture et de la Communication                                               | [ N 12 ]                       | [ A 21 ]                       | Fillon 1                       |                                |
| 19 juin 2007                           | 18 mars 2008                   | Laurent Wauquiez               | —                                                                                           | [ N 13 ]                       | [ A 22 ]                       | Fillon 2                       |                                |
| 18 mars 2008                           | 23 juin 2009                   | Luc Chatel                     | secrétaire d'État à l'Industrie et à la Consommation                                        | [ N 14 ]                       | [ A 23 ]                       | Fillon 2                       |                                |
| 23 juin 2009                           | 13 novembre 2010               | Luc Chatel                     | ministre de l'Éducation nationale                                                           | [ N 15 ]                       | [ A 24 ]                       | Fillon 2                       |                                |
| 14 novembre 2010                       | 29 juin 2011                   | François Baroin                | ministre du Budget, des Comptes publics, de la Fonction publique et de la Réforme de l'État | [ N 16 ]                       | [ A 25 ]                       | Fillon 3                       |                                |
| 29 juin 2011                           | 10 mai 2012                    | Valérie Pécresse               | ministre du Budget, des Comptes publics, de la Fonction publique et de la Réforme de l'État | [ N 17 ]                       | [ A 25 ]                       | Fillon 3                       |                                |
| Présidence de François Hollande        |                                |                                |                                                                                             |                                |                                |                                |                                |
| 16 mai 2012                            | 18 juin 2012                   | Najat Vallaud-Belkacem         | ministre des Droits des femmes                                                              | [ N 18 ]                       | [ A 26 ]                       | Ayrault 1                      |                                |
| 21 juin 2012                           | 31 mars 2014                   | Najat Vallaud-Belkacem         | ministre des Droits des femmes                                                              | [ N 19 ]                       | [ A 26 ]                       | Ayrault 2                      |                                |
| 2 avril 2014                           | 25 août 2014                   | Stéphane Le Foll               | ministre de l'Agriculture, de l'Agroalimentaire et de la Forêt                              | [ N 20 ]                       | [ A 27 ]                       | Valls 1                        |                                |
| 26 août 2014                           | 6 décembre 2016                | Stéphane Le Foll               | ministre de l'Agriculture, de l'Agroalimentaire et de la Forêt                              | [ N 21 ]                       | [ A 27 ]                       | Valls 2                        |                                |
| 6 décembre 2016                        | 10 mai 2017                    | Stéphane Le Foll               | ministre de l'Agriculture, de l'Agroalimentaire et de la Forêt                              | [ N 22 ]                       | [ A 27 ]                       | Cazeneuve                      |                                |
| Présidence d'Emmanuel Macron           |                                |                                |                                                                                             |                                |                                |                                |                                |
| 17 mai 2017                            | 19 juin 2017                   | Christophe Castaner            | secrétaire d'État chargé des Relations avec le Parlement                                    | [ N 23 ]                       | [ A 28 ]                       | Philippe 1                     |                                |
| 21 juin 2017                           | 24 novembre 2017               | Christophe Castaner            | secrétaire d'État chargé des Relations avec le Parlement                                    | [ N 24 ]                       | [ A 28 ]                       | Philippe 2                     |                                |
| 24 novembre 2017                       | 27 mars 2019                   | Benjamin Griveaux              | —                                                                                           | [ N 25 ]                       | [ A 29 ]                       | Philippe 2                     |                                |
| 31 mars 2019                           | 3 juillet 2020                 | Sibeth Ndiaye                  | —                                                                                           | [ N 26 ]                       | [ A 30 ]                       | Philippe 2                     |                                |
| 6 juillet 2020                         | 20 mai 2022                    | Gabriel Attal                  | —                                                                                           | [ N 27 ]                       | [ A 31 ]                       | Castex                         |                                |
| 20 mai 2022                            | 4 juillet 2022                 | Olivia Grégoire                | —                                                                                           | [ N 28 ]                       | [ A 32 ]                       | Borne                          |                                |
| 4 juillet 2022                         | 11 janvier 2024                | Olivier Véran                  | ministre délégué chargé du Renouveau démocratique                                           | [ N 29 ]                       | [ A 33 ]                       | Borne                          |                                |
| 11 janvier 2024                        | 21 septembre 2024              | Prisca Thevenot                | ministre délégué chargé du Renouveau démocratique                                           | [ N 30 ]                       | [ A 1 ]                        | Attal                          |                                |
| 21 septembre 2024                      | 23 décembre 2024               | Maud Bregeon                   |                                                                                             |                                |                                | Barnier                        |                                |
| 23 décembre 2024                       | En cours                       | Sophie Primas                  |                                                                                             |                                |                                | Bayrou                         |                                |

(*) Officiellement le poste n'existe plus pendant cette période, mais le ministre des Relations avec le parlement (poste occupé successivement par Daniel Vaillant puis Jean-Jack Queyranne à cette époque) est chargé de rendre compte des travaux du conseil des ministres,.